# 丹津多尔济
丹津多尔济（？—1738年），博尔济吉特氏，清代喀尔喀蒙古王公，土谢图汗部人。
祖父衮布，父亲西第什哩。康熙四十五年（1706年），西第什哩卒，丹津多尔济袭封土谢图汗部中右旗札萨克多罗贝勒。康熙五十六年（1717年），率兵赴阿尔泰防御准噶尔部策妄阿喇布坦。康熙五十九年（1720年），随振武将军傅尔丹进征，至格尔额尔格擒宰桑贝坤等百余人。康熙六十年（1721年），赴巴里坤，参赞靖逆将军富宁安军事。雍正元年（1723年）由于对准噶尔作战有功，封多罗郡王，雍正八年（1730年），晋升和硕亲王。雍正十一年（1733年），在额尔德尼召（光显寺，今蒙古国巴彦温都尔西北）战役中率左翼清军与小策陵敦多卜所率准噶尔军队作战时迁延不进、未主动参战，坐失战机、冒功领赏等罪，降为郡王。乾隆元年（1736年）复封亲王。乾隆三年（1738年）卒。其子多尔济塞布腾为胤祥女婿，三达克多尔济另分土谢图汗部中左旗。

### 文献
- 《中国民族史人物辞典》